# Hubert Krypczyk
Hubert Ludwik Krypczyk (ur. 28 sierpnia 1941 w Wodzisławiu Śląskim) – polski działacz samorządowy i inżynier, w latach 1981–1984 prezydent Jastrzębia-Zdroju.

## Życiorys
Ukończył studia inżynierskie. Członek Stronnictwa Demokratycznego, należał do jego Komitetu Miejskiego w Jastrzębiu-Zdroju. Od lipca 1976 był wiceprezydentem, a w latach 1981–1984 prezydentem Jastrzębia-Zdroju. W kadencji 1990–1994 radny i przewodniczący rady miejskiej Jastrzębia-Zdroju. W 1994 ponowanie wybrany do tego gremium. W III RP związany z komitetem wyborczym Klubu Inteligencji Katolickiej, następnie z lokalnym komitetem SKW „Rodzina”. Został członkiem rady nadzorczej Jastrzębskiego Zakładu Wodociągów i Kanalizacji, związany także z Górnośląskim Bankiem Gospodarczym.

## Odznaczenia
W 2001 odznaczony Krzyżem Kawalerskim Orderu Odrodzenia Polski za zasługi w działalności na rzecz Górnośląskiego Banku Gospodarczego.